# Álvaro Cunhal
Álvaro Barreirinhas Cunhal (Coimbra, 10 de Novembro de 1913 – Lisboa, 13 de Junho de 2005) foi um político e escritor português, conhecido por ser opositor do Estado Novo, e ter dedicado a vida ao ideal comunista e ao Partido Comunista Português (PCP). É descrito como uma das maiores personalidades políticas e intelectuais de Portugal do século XX, assim como do movimento comunista internacional.

## Biografia

### Infância e juventude
Álvaro Cunhal nasceu em Coimbra a 10 de novembro de 1913, na freguesia da Sé Nova, filho de Avelino da Costa Cunhal (Seia, Seia, 28 de outubro de 1887 — Lisboa, São Jorge de Arroios, 19 de fevereiro de 1966) e Mercedes Simões Barreirinhas (Coimbra, São Bartolomeu, 5 de maio de 1888 – Lisboa, 12 de setembro de 1971). Era o terceiro de quatro irmãos: António José (Coimbra, 1909–1933), Maria Mansueta (1912–1921) e Maria Eugénia (1927–2015). A família mudou-se para Seia quando Cunhal tinha três anos. Aí, não frequenta a escola primária, dada a violência exercida pelos professores, e passa a estudar no próprio lar com o pai, que era advogado e escritor, e desde 1918 exercia o cargo de administrador do concelho.
"Em Seia fui o primeiro dia à escola e aquilo era um espetáculo de selvajaria, a darem violentas palmatoadas e reguadas aos miúdos. Naquela escola era assim a educação. E eu saí da escola e fui para casa, contei ao meu pai o que vira e assim não fui mais à escola."
Cunhal foi batizado a 5 de maio de 1919 na igreja matriz de Seia; o padrinho de baptismo foi o seu irmão António José, de 10 anos, e a madrinha foi Nossa Senhora da Conceição.
Enquanto criança, acompanhava a mãe, que era católica praticante, todos os domingos à igreja. O pai, que tinha um pensamento liberal, esteve na origem da sua "personalidade irreverente e criativa". O pai denunciava depreciativamente os títulos feudais, algo que se veio a refletir nos seus contos. Por exemplo, numa das suas obras descreve a amizade entre um padre e um velho fidalgo a respeito do vício dos jogos de azar e da bebida. Eugénia Cunhal, não obstante a omnipresente rejeição deste mundo na vida política de Cunhal, falou da "abertura de espírito do pai" quando este "mostrava aos filhos o Antigo Testamento e apelava a que cada um formasse a sua própria consciência". O republicanismo do pai fomentou na personalidade de Cunhal um sentimento de "solidariedade social" e de "insubmissão política". Tanto Álvaro como Maria Eugénia Cunhal irão mais tarde rejeitar a religião.
A sua irmã Maria Mansueta morre a 13 de janeiro de 1921, aos nove anos, de tuberculose, e um ano depois Avelino Cunhal torna-se governador civil do distrito da Guarda. Em 1924, a família muda-se para Lisboa, inicialmente para a Rua Pinheiro Chagas, onde nasce Maria Eugénia em 1927. Mais tarde mudam para uma casa maior em Benfica, na Avenida Grão Vasco, quando António já está muito enfermo. A necessidade de mais espaço em razão da contagiosidade da tuberculose terá sido um catalisador para a mudança de casa. António José morreria ao 24 anos, em 1932, de tuberculose e gangrena pulmonar. Após a morte do irmão, a família muda-se de novo para o centro de Lisboa, primeiro para a Avenida 5 de Outubro, e depois para a Avenida Miguel Bombarda, local onde Avelino e Eugénia seriam anos mais tarde presos pela PIDE.
Após mudar-se para Lisboa em 1924, fez o exame de admissão ao Liceu Pedro Nunes. Em 1929, transferiu-se para o Liceu Camões. Jogava futebol como ponta-direita, xadrez, damas, cartas, e praticava atletismo, além de tomar parte da publicação de livros infantis. A prática do atletismo viria ser-lhe útil na clandestinidade, dadas as longas distâncias que teria de percorrer de bicicleta para falar com pessoas do partido.
Acabou o liceu com uma média de 13 valores, e entrou na Universidade de Lisboa, no curso de Direito em 1931, pouco depois de fazer dezoito anos. Aqui tem o primeiro contacto com o Marxismo, e um contacto paulatino com o Partido Comunista Português (PCP), através de livros e jornais. No PCP, teve como principal referência política e mentor Bento Gonçalves.

## Carreira política
Cunhal declara-se comunista aos dezassete anos, e contacta o PCP através das organizações periféricas por volta de 1931. A sua entrada formal no Partido deu-se nos finais de 1932, através da ala jovem do PCP recentemente criada — a Federação das Juventudes Comunistas Portuguesas (FJCP) — ao qual chegou a secretário-geral em 1935, com 21 anos, utilizando o pseudónimo Daniel. Envolveu-se também numa intensa atividade em outros organismos e organizações periféricas do Partido, como o Socorro Vermelho Internacional, a Liga Portuguesa contra a Guerra e o Fascismo, os Grupos de Defesa Académica, a Liga dos Amigos da União Soviética e por fim a Federação das Juventudes Comunistas, através da qual seria convidado a filiar-se no PCP em outubro de 1934.
"A minha opção já estava feita e quando entrei na Faculdade [de Direito] procurei os comunistas para me filiar no Partido. As leituras começaram a trazer-me notícia da Revolução Russa, da luta dos comunistas e do marxismo, comecei a ter uns livros à mão a esse respeito, um pai muito respeitador, homem de espírito aberto e democrático, e portanto foi fácil"
Ao longo da década de 1930, colabora com vários jornais e revistas como a Seara Nova, o O Diabo, Vértice e Sol Nascente, e nas publicações clandestinas do PCP, o Avante! e O Militante, com vários artigos de intervenção.

### Clandestinidade e prisão
Em 1934 é eleito pelo núcleo comunista presente, representante dos estudantes no Senado da Universidade de Lisboa. Em 1935, com 22 anos, viaja clandestinamente para Moscovo, União Soviética (URSS), no âmbito do Congresso Internacional das Juventudes Comunistas e, no ano seguinte, participa dos primeiros cinco meses da Guerra Civil Espanhola ao lado dos comunistas espanhóis.
Álvaro Cunhal adquiriu uma influência crescente no PCP após a prisão de Bento Gonçalves, José de Sousa e Júlio Fogaça, em 1935, e a ascensão à liderança temporária de Francisco de Paula Oliveira, de pseudónimo Pável. A sua vida na universidade passou a ter uma essência política, passando a aluno voluntário na sequência da reprovação do primeiro ano universitário. As ações do PCP levaram Cunhal a sofrer um perigo constante e sempre presente, havendo o perigo de ser denunciado à polícia política, de ter a sua casa assaltada, de ser preso e torturado, e também para a sua família — os pais e a irmã. O fortalecimento da ligação ao comunismo fez com que o receio destes perigos aumentasse, mas nunca fez com que as suas atividades revolucionárias parassem. Assim, os contactos com a família tornam-se menos frequentes. Em 1936, após a visita à URSS, é indicado pelo PCUS para o Comité Central do PCP.
Devido aos seus ideais comunistas, à sua assumida e militante oposição ao Estado Novo e à acção violenta perpetrada por movimentos afectos ao partido, esteve preso entre junho de 1937 e julho de 1938, entre maio e novembro de 1940 e entre março de 1949 e janeiro de 1960, num total de 15 anos, oito dos quais em completo isolamento.
Foi preso pela PVDE pela primeira vez em junho de 1937, numa armadilha de um provocador infiltrado, quando estava a difundir em Lisboa panfletos pró-URSS. Passa dois meses na Prisão de Aljube, incomunicável, e aí é sujeito a tortura. A mãe visitou-o enquanto estava na prisão, e, como Cunhal tinha sido espancado, levou as suas roupas, todas ensaguentadas, para lavar. Transferido para Peniche, é libertado em 1938 e obrigado a cumprir o serviço militar na Companhia Disciplinar de Penamacor. Aí entra em greve de fome por duas semanas, e é em seguida enviado para o Hospital de Coimbra.
Em 1940, a cumprir pena de prisão pela segunda vez, Cunhal é escoltado pela polícia à Faculdade de Direito de Lisboa, onde apresenta a sua tese da licenciatura em Direito, preparada e concluída na cadeia, sobre a temática do aborto e a sua despenalização, tema pouco vulgar para a época em questão. A sua tese, apesar do contexto político pouco favorável, foi classificada com 16 valores. Do júri faziam parte Paulo Cunha, Manuel Cavaleiro de Ferreira e Marcello Caetano. Depois de solto, em 1941, trabalha como regente de estudos no Colégio Moderno, a convite de João Lopes Soares; em dezembro desse ano entra de novo na clandestinidade, sob o pseudónimo Duarte e assume informalmente a liderança do partido em 1942, com José Gregório.
O I Congresso Ilegal do PCP, em 1943, tem como informe fulcral a apresentação de Unidade da Nação Portuguesa na Luta pelo Pão, pela Liberdade e pela Independência, no qual Cunhal dá grande importância ao contexto político internacional de vitória ou derrota dos fascismos como sendo essencial para destituir Salazar. Apresenta ainda um segundo relatório, A Actividade do Grupelho Provocatório.
Avelino Cunhal é preso pela PVDE, em 1945, e, com o objetivo de montar uma armadilha a Álvaro Cunhal, a sua casa foi ocupada por agentes dessa polícia secreta.
Em Julho de 1946 dá-se o II Congresso Ilegal do PCP na Lousã, o quarto da sua história e primeiro fora de Lisboa. Aí, Cunhal regista o rápido crescimento do partido, e recomenda a descentralização e delegação de funções para aumentar a eficácia e o alcance do partido. Promove ainda a ideia de derrubar o fascismo através de levantamento nacional, reconhece o Movimento de Unidade Democrática (MUD) como via legal de oposição a Salazar, e dissolve a FJCP em favor do MUD Juvenil. Aqui faz também declarações de defesa da igualdade de género, e acerca da criação de células mistas para combater o machismo patente na sociedade do Estado Novo, o que vai catalisar a criação do jornal clandestino 3 Páginas, sob a direcção e iniciativa de Cândida Ventura. Neste ano, Cunhal publica o panfleto "Se fores preso, Camarada...", que serve de guia ao comportamento que os militantes do PCP devem ter se capturados, e que terá contribuído para uma maior dificuldade em obter confissões, por apelar ao sentido de camaradagem, responsabilidade e dever.
Cunhal viaja clandestinamente por barco em direcção à Jugoslávia, e depois à URSS, Checoslováquia e França em finais de 1947, para reatar a ligação do PCP ao Movimento Comunista Internacional, de quem o partido se tinha afastado. Desloca-se posteriormente a Moscovo, onde é recebido por Mikhail Suslov.
A 25 de março de 1949, Cunhal é apreendido na casa clandestina no Luso, com Sofia Ferreira e Militão Ribeiro. É levado para a sede da PIDE no Porto, na Rua do Heroísmo. Julgado no ano seguinte, condenado a dois anos de prisão maior celular e 8 anos de degredo. É mantido incomunicável durante catorze mesees, e passa oito anos em total isolamento, na Penitenciária de Lisboa; será transferido para a Prisão de Peniche em 1958.
Em 1953, desenvolvera-se um movimento internacional de solidariedade apelando à sua libertação, que conta com Jorge Amado e Pablo Neruda; este último dedica-lhe o poema "Lámpara Marina".
Em 1956, Cunhal pede exílio legal num requerimento feito ao Ministro da Justiça, ao abrigo de um diploma de 1926 que estabelecia essa possibilidade. O pedido é recusado pelo Estado Novo.
Na prisão, como forma de passar o tempo, dedicou-se à pintura e à escrita. Uma das suas produções mais notáveis aquando da sua prisão, foi a tradução e ilustração da obra Rei Lear, de William Shakespeare, contando-se também os romances Cinco dias, cinco noites e Até amanhã, camaradas, que editaria sob o pseudónimo de Manuel Tiago.

### Fuga de Peniche
A 3 de Janeiro de 1960, Cunhal, juntamente com dez outros camaradas, incluindo Carlos Campos da Costa, Francisco Miguel Duarte, Francisco Martins Rodrigues, Guilherme Costa Carvalho, Jaime Serra, Joaquim Gomes, José Carlos, Pedro dos Santos Soares e Rogério Carvalho, todos quadros destacados do PCP, leva a cabo a célebre Fuga de Peniche, possível graças à cumplicidade de um guarda do regime, a um planeamento rigoroso e a uma grande coordenação entre o exterior e o interior da prisão.

### O exílio
Torna-se em março de 1961 secretário-geral do Partido Comunista Português, sendo o sucessor oficial de Bento Gonçalves, que morrera em 1942, e substitui de facto Júlio Fogaça, preso neste ano e mais tarde expluso do partido (Cunhal terá este cargo até 1992, quando é substituído por Carlos Carvalhas). Parte em Setembro para o exílio na União Soviética, devido ao risco de uma quarta captura poder levar a prisão perpétua, e aí participa no XXII Congresso do Partido Comunista da União Soviética. Estabelece ligações com os principais líderes do movimento comunista internacional, e cria pontes políticas com a oposição anti-salazarista (socialistas, liberais, católicos, republicanos e monárquicos).
Ainda em 1962 é enviado pelo Partido Comunista da União Soviética (PCUS), primeiro para Moscovo, depois para Paris. Reúne-se em 1963 em Argel e Praga com Humberto Delgado, e com movimentos independentistas das colónias portuguesas, no âmbito de sessões da Frente Patriótica de Libertação Nacional (FPLN), criada em Roma em 1962, na Conferência das Forças Antifascistas Portuguesas, que conta com Cunhal, António Lopes Cardoso, Fernando Piteira Santos, Francisco Ramos da Costa, Manuel Sertório, Manuel Tito de Morais, e Mário Ruivo. A organizaçao tem sede em Argel desde 1963.
Em setembro de 1965 organiza-se o primeiro Congresso do PCP fora de Portugal, em Kiev, no qual Cunhal reitera a intenção de retomar a linha do derrubamento da ditadura através da luta popular armada, com o informe "Rumo à Vitória - As tarefas do Partido na Revolução Democrática e Nacional".
Em 1968 Álvaro Cunhal preside à Conferência dos Partidos Comunistas da Europa Ocidental, o que é revelador da confiança que já nessa altura detinha no PCUS. Para tal não terá sido indiferente o ter-se mostrado um dos mais veementes apoiantes da invasão da então Checoslováquia pelos tanques do Pacto de Varsóvia, ocorrida nesse mesmo ano, e que provocaria uma cisão entre os comunistas portugueses que, exilados em Praga, se insurgiam contra Moscovo. Entretanto, foi condecorado com a Ordem da Revolução de Outubro pelo PCUS.
A partir de 1966, a apesar de Cunhal inicialmente rejeitar a ideia da necessidade de violência de esquerda, dá-se início à criação do braço armado do PCP, Acção Revolucionária Armada (ARA). Efectivo desde 1970, com militantes treinados em Cuba, tem uma existência curta, suspendendo actividades em 1973, depois da captura dos seus principais operacionais e o retorno à fomentação estratégica do movimento de massas pelo PCP. Em 1972, reúne-se com Mário Soares, por forma a discutir opções para o combate ao regime fascista.

### Após o 25 de abril

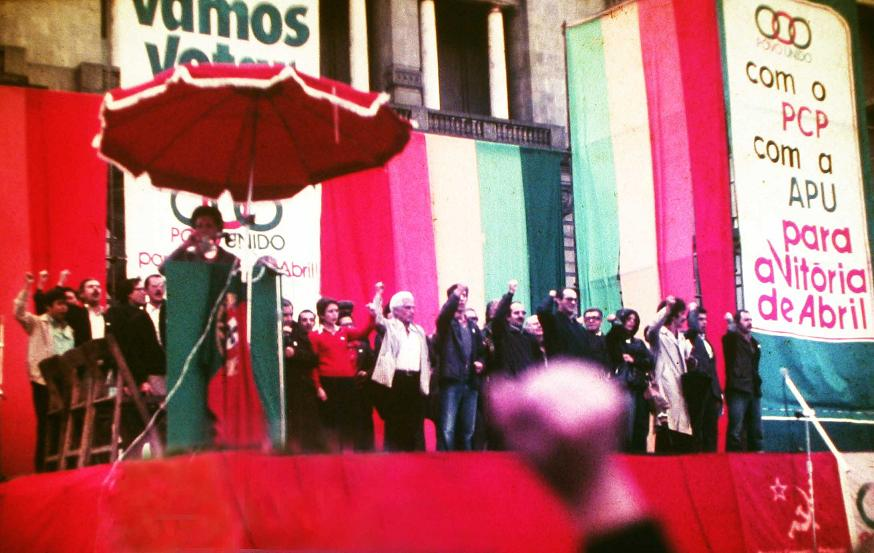
Álvaro Cunhal, comício do PCP/APU no Porto em Setembro de 1980

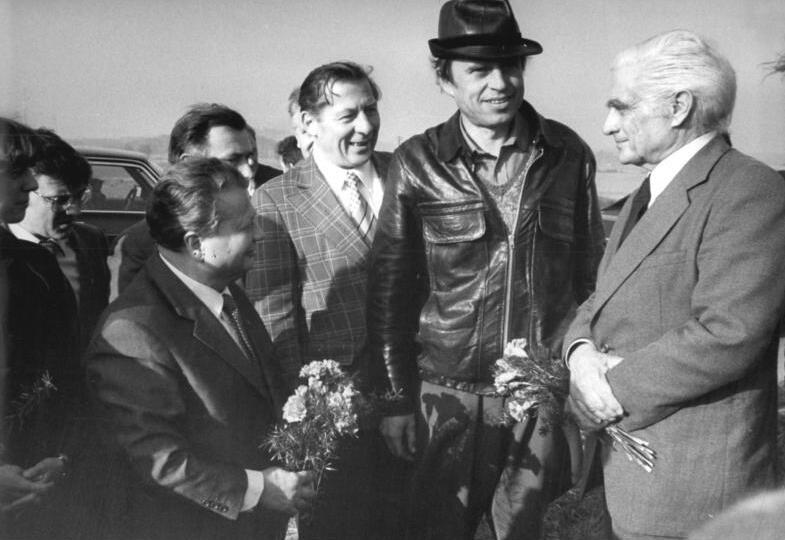
Álvaro Cunhal na República Democrática Alemã a 22 de Outubro de 1982.

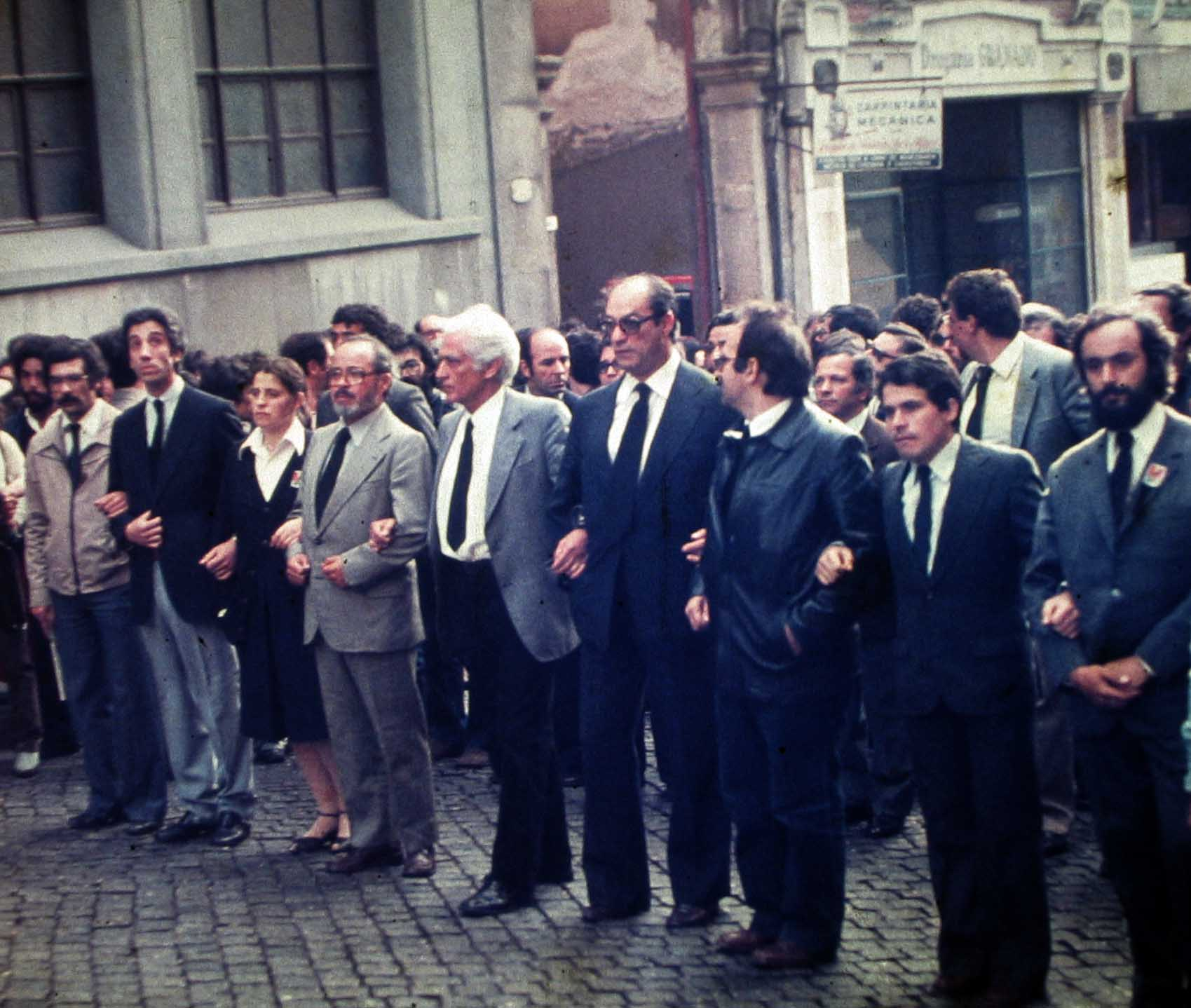
Álvaro Cunhal e outros dirigentes comunistas no Porto, a 5 de maio de 1982, presentes no desfile e funeral de dois manifestantes mortos pela polícia de choque na véspera do 1.º de Maio.

Cunhal está em Paris no dia 25 de abril de 1974; regressa a Portugal cinco dias depois. Do aeroporto da Portela, vai directamente reunir-se com António de Spínola, Presidente da Junta de Salvação Nacional. Nesse mesmo dia, passeou de braço dado com Mário Soares, por Lisboa.
Foi ministro sem pasta no I, II, III e IV governos provisórios e também deputado à Assembleia da República entre 1975 e 1992.
Em 1982, tornou-se membro do Conselho de Estado, abandonando estas funções dez anos depois, quando saiu da liderança do PCP.
Em 1989 Álvaro Cunhal foi à URSS para ser operado a um aneurisma da aorta, sendo recebido em Moscovo por Mikhail Gorbatchov o qual o agraciou com a Ordem de Lenine. Nos últimos anos da sua vida sofreu de glaucoma, acabando por cegar.
Em 1992, no XIV Congresso do PCP, é sucedido enquanto secretário-geral do partido por Carlos Carvalhas, e torna-se presidente do Conselho Nacional.

## Vida pessoal
Álvaro Cunhal manteve sempre grande privacidade relativa à sua vida pessoal. Rejeitava o culto de personalidade, recusando escrever autobiografias, e raramente concedia entrevistas. O uso de heternónimos ajudou a manter o mistério relativo aos seus anos na clandestinidade. Em razão das qualidades do coletivo face às individualidades, rejeitou que a sua imagem fosse utilizada nas campanhas eleitorais do PCP: Entrevistado pelo jornal Pravda, em 1962:
 "Interrogam-me muitas vezes sobre a minha vida. Gostaria de dizer o seguinte: a minha vida é inseparável da vida de todos os comunistas de Portugal" 

### Família
Conhece em 1960 Isaura Moreira numa casa clandestina no Penedo, em Sintra. Da relação nasce a 25 de dezembro de 1960 uma filha, Ana Maria. Quando Cunhal parte para a União Soviética, a família junta-se a ele em Moscovo, até se separarem em 1965, ano em que Isaura e Ana viajam para Bucareste.
Nos últimos 25 anos de vida viveu em relação com Fernanda Barroso.
Além das suas funções na direcção partidária, foi romancista e pintor, escrevendo sob o pseudónimo de Manuel Tiago, o que só revelou em 1994.

## Morte
Faleceu em 13 de junho de 2005, em Lisboa. Na data do seu funeral, 15 de junho, recebe honras de Estado e é decretado luto nacional. Mais de 250 000 pessoas participam no cortejo fúnebre, que inclui homenagens do Presidente da República, Jorge Sampaio e Fidel Castro Por sua vontade, o corpo foi cremado no Cemitério do Alto de São João, ao som da Internacional Socialista e do Hino Nacional.

## Centenário do seu nascimento

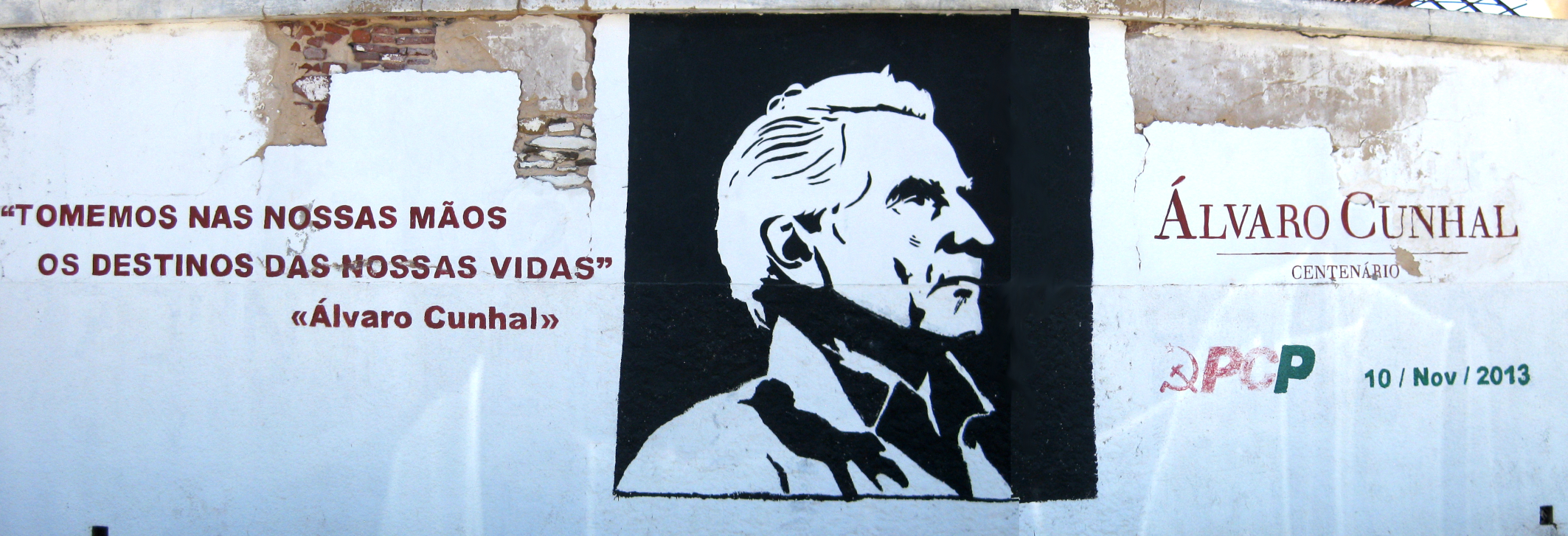
Pintura mural, Álvaro Cunhal, Centenário

No ano de 2013 comemorou-se os centenário do nascimento de Álvaro Cunhal, através de iniciativas que percorreram a sua vida política, cultural e artística, bem como exposições em sua homenagem, relembrando a sua importância para a liberdade e a democracia conquistadas em Abril de 1974.

## Resultados eleitorais

### Eleições legislativas
| Data | Partido                 | Partido | Círculo eleitoral | Posição    | Cl.     | Votos        | %            | +/-    | Status | Notas                   |
| ---- | ----------------------- | ------- | ----------------- | ---------- | ------- | ------------ | ------------ | ------ | ------ | ----------------------- |
| 1975 |                         | PCP     | Lisboa            | 1º (em 55) | 2.º     | 240 095      | 18,9 / 100,0 |        | Eleito | Assembleia Constituinte |
| 1975 | Secretário-Geral do PCP | PCP     | Lisboa            | 1º (em 55) | 2.º     | 240 095      | 18,9 / 100,0 |        | Eleito |                         |
| 1976 | 1º (em 58)              | PCP     | Lisboa            | 2.º        | 260 554 | 21,8 / 100,0 | 2,9          | Eleito |        |                         |
| 1979 |                         | APU     | Lisboa            | 1º (em 56) | 2.º     | 341 658      | 26,0 / 100,0 | 4,2    | Eleito |                         |
| 1980 | 1º (em 56)              | APU     | Lisboa            | 3.º        | 304 693 | 23,1 / 100,0 | 2,9          | Eleito |        |                         |
| 1983 | 1º (em 56)              | APU     | Lisboa            | 2.º        | 320 066 | 25,3 / 100,0 | 2,1          | Eleito |        |                         |
| 1985 | 1º (em 56)              | APU     | Lisboa            | 3.º        | 258 808 | 20,1 / 100,0 | 5,2          | Eleito |        |                         |
| 1987 |                         | CDU     | Lisboa            | 1º (em 56) | 3.º     | 203 263      | 16,5 / 100,0 | 3,6    | Eleito |                         |

## Obras publicadas

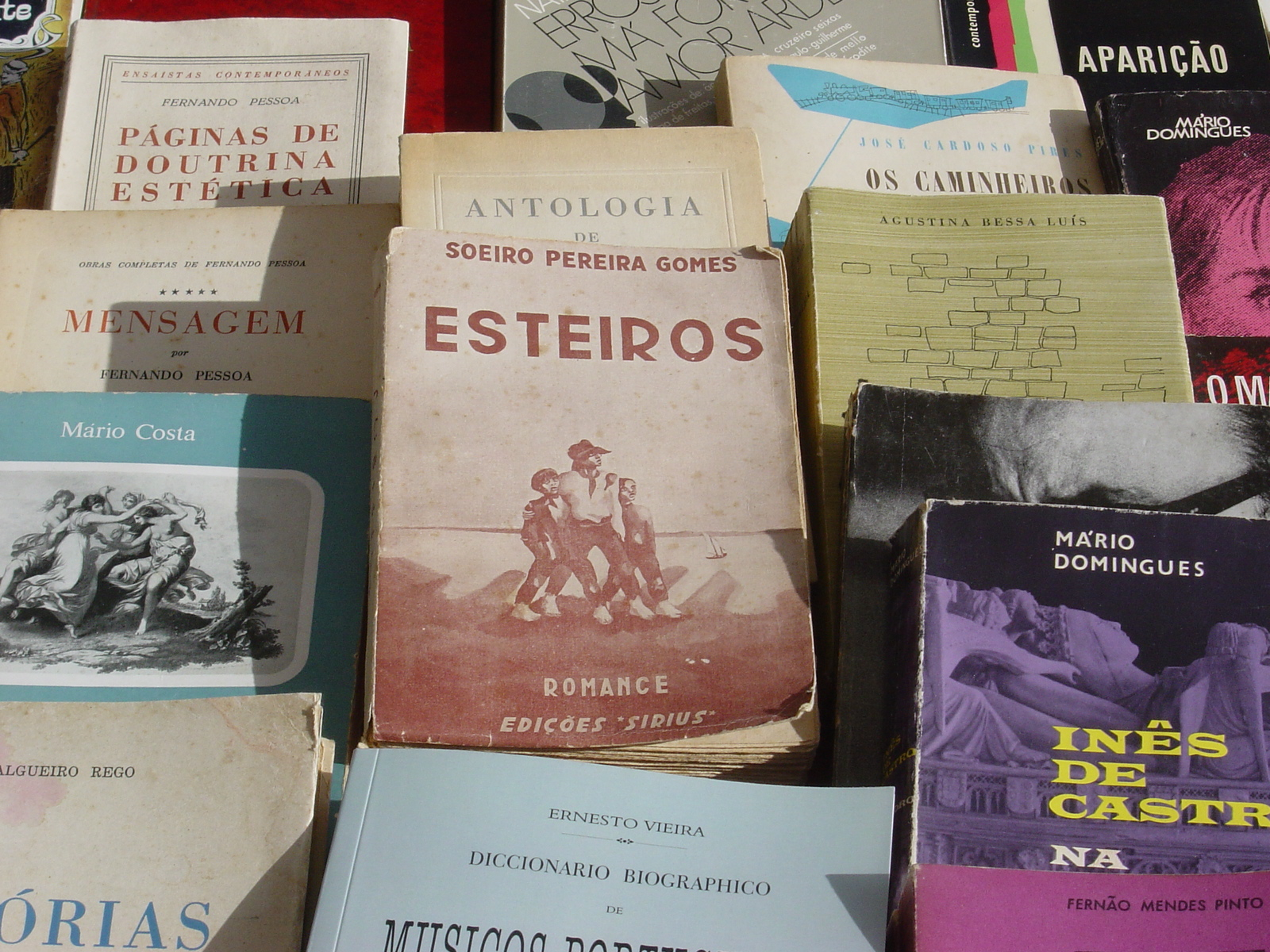

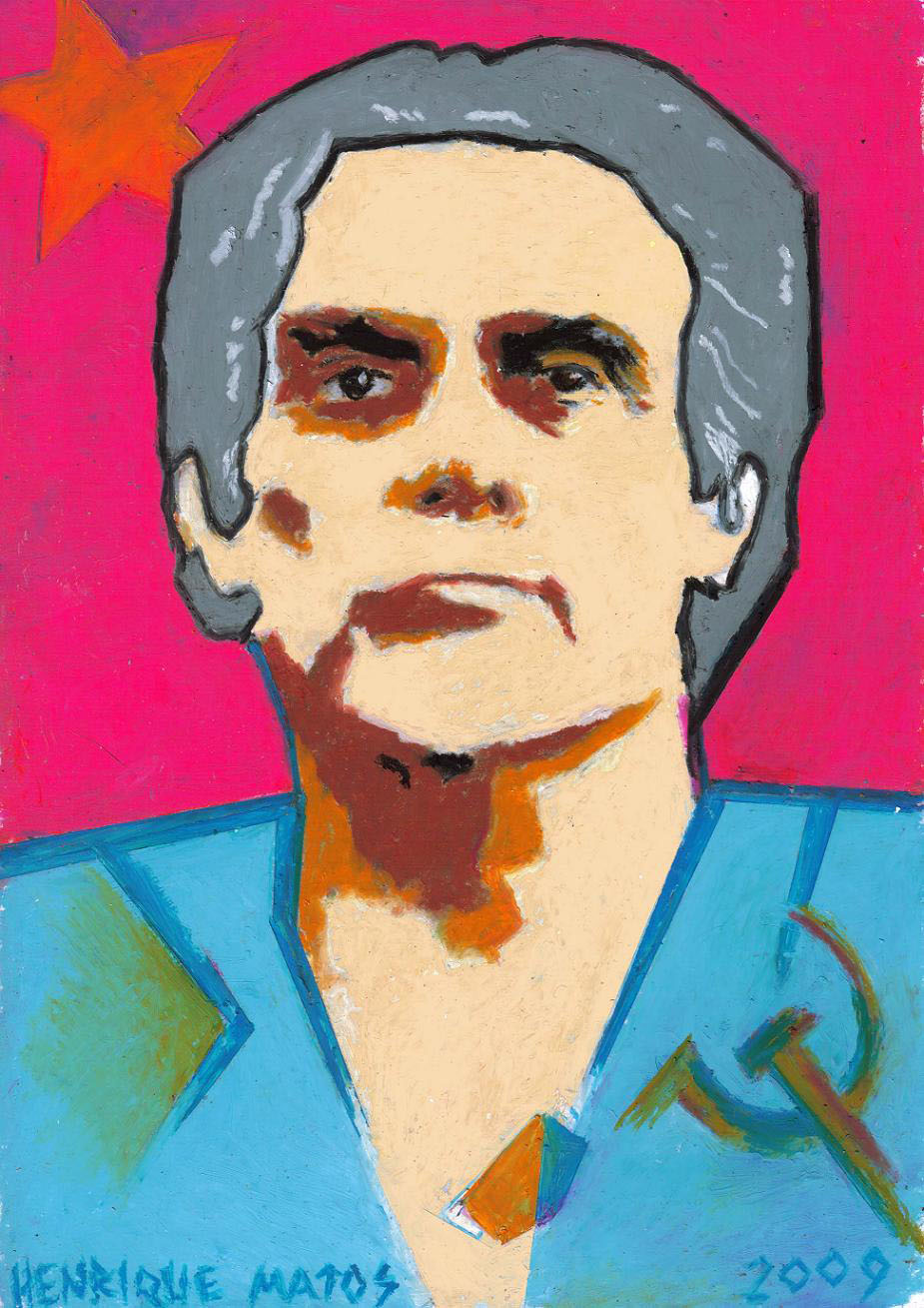
Álvaro Cunhal, por Henrique Matos.

Colectâneas
- Obras escolhidas. Lisboa, Editorial «Avante!»:
  - Volume I (1935-1947), 2007. ISBN 978-972-550-321-8.
  - Volume II (1947-1964), 2008.
  - Volume III (1964-1966), 2010.
  - Volume IV (1967-1974), 2013.
  - Volume V (1974-1975), 2014.
  - Volume VI (1976), 2015.
    - Coordenação, prefácio e notas de Francisco Melo.
    - Texto do prefácio do primeiro volume da obra.

Intervenção política e ensaio
- «Numa encruzilhada dos homens (A-propósito das "Cartas Intemporais" de José Régio publicadas na «Seara Nova» nºs. 608 e 609)» in Seara Nova n.º 615, 27 de maio de 1939.[47]
- «Ainda na encruzilhada» in Seara Nova n.º 626, 12 de agosto de 1939.[47]
- O Aborto: Causas e Soluções (tese apresentada em 1940 para exame no 5.º ano jurídico da Faculdade de Direito da Universidade de Lisboa). Porto: Campo das Letras, 1997.
- «Cinco Notas sobre Forma e Conteúdo», in Vértice n.º 131-132, agosto-setembro de 1954.[47]
- Rumo à Vitória: As Tarefas do Partido na Revolução Democrática e Nacional. Edições Avante!, 1964.
  - As duas primeiras edições da obra são clandestinas.
  - 3.ª ed., Porto: Edições "A Opinião", 1974.
  - 4.ª ed., Lisboa: Edições Avante!, 1979.
- «A questão do Estado questão central de cada revolução» in O Militante n.º 152, novembro de 1967.
- A Questão Agrária em Portugal. Rio de Janeiro: Editora Civilização Brasileira, 1968.
  - Reeditado após 1974 como Contribuição Para o Estudo da Questão Agrária. Lisboa: Edições Avante!, 2 vols., 1976.
- O Radicalismo Pequeno-Burguês de Fachada Socialista. Lisboa: Edições Avante!
  - As duas primeiras edições, em 1970 e 1971, foram clandestinas.
  - A 3.ª edição foi publicada em 1974.
- A superioridade moral dos comunistas. Lisboa: Edições Avante!, 1974.
- A Revolução Portuguesa: O Passado e o Futuro. Lisboa: Edições Avante!, 1976.
  - A 2.ª edição, de 1994, inclui o artigo A revolução portuguesa 20 anos depois.
- As Lutas de Classes em Portugal nos Fins da Idade Média. Lisboa: Editorial Estampa, 2.ª edição, revista e aumentada, 1980.
- O Partido com Paredes de Vidro. Lisboa: Edições Avante!, 1985.
- Discursos Políticos
  - 22 volumes editados entre 1974 e 1987
- «A Revolução de Abril 20 anos depois» in Vértice, n.º 59, março-abril 1994.[47]
- Acção Revolucionária, Capitulações e Aventura. Lisboa: Edições Avante!, 1994.
- A Arte, o Artista e a Sociedade, Lisboa: Editorial Caminho, 1996. ISBN 972-21-1068-3.
- A Verdade e a Mentira na Revolução de Abril: A Contra-Revolução Confessa-se. Lisboa: Edições Avante!, 1999.

Literatura
Autor de vários romances e novelas, publicados sob o pseudónimo de Manuel Tiago.
- Até Amanhã, Camaradas. Lisboa: Edições Avante!, 1974.
  - Adaptado como série televisiva pela SIC.
- Cinco Dias, Cinco Noites. Lisboa: Edições Avante!, 1975.
  - Em 1996 foi produzido um filme baseado nesta obra pelo realizador José Fonseca e Costa.
- A Estrela de Seis Pontas. Lisboa: Edições Avante!, 1994.
- A Casa de Eulália. Lisboa: Edições Avante!, 1997.
- Fronteiras. Lisboa: Edições Avante!, 1998.
- Um Risco na Areia. Lisboa: Edições Avante!, 2000.
- Sala 3 e Outros Contos. Lisboa: Edições Avante!, 2001.
- Os Corrécios e Outros Contos. Lisboa: Edições Avante!, 2002.
- Lutas e vidas: Um Conto. Lisboa: Edições Avante!, 2003.

Artes Plásticas
- Capa e desenhos  da 1.ª edição de Esteiros, de Soeiro Pereira Gomes.
- Desenhos da Prisão - I e II. Lisboa: Edições Avante!

Traduções
- Shakespeare, William. O Rei Lear. Lisboa: Editorial Caminho, 2002 (1.ª edição desta versão). ISBN 972-21-1485-9

A primeira publicação desta tradução fez parte do volume inicial da colecção Obras de Shakespeare, que também incluía as peças Romeu e Julieta, traduzida por Luís Sousa Rebelo, e Sonho de uma Noite de Verão, traduzida por Maria da Saudade Cortesão.
A tradução foi realizada entre 1953 e 1955, quando Álvaro Cunhal se encontrava detido na cadeia de Lisboa A publicação foi feita sob o pseudónimo de Maria Manuela Serpa.